# Pleurophrys
Pleurophrys es un género de foraminífero bentónico de la subfamilia Allogromiinae, de la familia Allogromiidae, del suborden Allogromiina y del orden Allogromiida. Su especie tipo es Pleurophrys sphaerica. Su rango cronoestratigráfico abarca el Holoceno.

## Clasificación
Pleurophrys incluye a las siguientes especies:
- Pleurophrys amphitremoides
- Pleurophrys blankenbergei
- Pleurophrys fulva
- Pleurophrys sphaerica